# Liste der FFH-Gebiete in der Stadt München
Die Liste der FFH-Gebiete in der Stadt München zeigt die FFH-Gebiete des oberbayerischen Stadt München in Bayern. Teilweise überschneiden sie sich mit bestehenden Natur-, Landschaftsschutz- und EU-Vogelschutzgebieten.
In der Stadt befinden sich sechs FFH-Gebiete, die sich zum Teil über weitere Landkreise erstrecken.
| Allacher Forst und Angerlohe                    |  | 7734-302 WDPA: 555522017 | München                                                                                |                                               | ⊙ | 219,00   |  |
| Gräben und Niedermoorreste im Dachauer Moos     |  | 7734-301 WDPA: 555522016 | Landkreis Dachau, München, Landkreis München                                           |                                               | ⊙ | 306,00   |  |
| Heideflächen und Lohwälder nördlich von München |  | 7735-371 WDPA: 555522018 | Landkreis Freising, München, Landkreis München                                         |                                               | ⊙ | 1.913,85 |  |
| Isarauen von Unterföhring bis Landshut          |  | 7537-301 WDPA: 555521966 | Landkreis Erding, Landkreis Freising, Landkreis München                                | auch in München, Landkreis Landshut, Landshut | ⊙ | 5.276,00 |  |
| Nymphenburger Park mit Allee und Kapuzinerhölzl |  | 7834-301 WDPA: 555522043 | München                                                                                |                                               | ⊙ | 177,00   |  |
| Oberes Isartal                                  |  | 8034-371 WDPA: 555522103 | Landkreis Garmisch-Partenkirchen, Landkreis Bad Tölz-Wolfratshausen, Landkreis München | auch in München                               | ⊙ | 4.669,78 |  |
| Legende für Fauna-Flora-Habitat                 |  |                          |                                                                                        |                                               |   |          |  |